# Institut Camões
L’Institut Camões est un institut public qui a été créé le 15 juin 1992 dans le but de promouvoir la langue et la culture portugaises à l’étranger.
La loi portugaise lui confère un statut de personne collective de droit public, dotée d’autonomie administrative et patrimoniale. Il dépend du ministère des Affaires étrangères portugais, qui est chargé d’assurer l’orientation, la coordination et l’exécution de la politique culturelle du pays à l’étranger mais surtout de la diffusion de la langue portugaise. Celui-ci travaille en collaboration avec d’autres instances compétentes de l’État, principalement avec le ministère de l’Éducation et de la culture.
Le siège central de l'institut se trouve à Lisbonne. L'Institut est dirigé par l'ambassadeur Luís Faro Ramos depuis le 24 octobre 2017.

## Centres culturels portugais à l'étranger
- Angola (Luanda)
- Allemagne (Hambourg)
- Brésil (Brasilia et São Paulo)
- Cap-Vert (Praia et Mindelo)
- Chine (Pékin)
- France (Paris, Lille, Lyon, Poitiers)
  - À Paris, il se trouve 6 passage Dombasle (15e arrondissement) depuis son déménagement du 20 rue Raffet (16e arrondissement)
- Guinée-Bissau (Bissau)
- Inde (New Delhi)
- Japon (Tokyo)
- Luxembourg (Luxembourg)
- Macao (Macao)
- Maroc (Rabat et Casablanca)
- Mozambique (Maputo et Beira)
- Sao Tomé-et-Principe (São Tomé et Príncipe)
- Timor oriental (Dili)
- Thaïlande (Bangkok)